# Jankowice (Radomsko)
Pour les articles homonymes, voir Jankowice.
Jankowice (prononcé en polonais : [jankɔˈvit͡sɛ]) est un village de la gmina de Ładzice, du powiat de Radomsko, dans la voïvodie de Łódź, situé dans le centre de la Pologne.
Il se situe à environ 8 kilomètres (km) au sud-ouest de Ładzice (siège de la gmina), 14 kilomètres à l'ouest de Radomsko (siège du powiat) et 85 kilomètres au sud de la capitale régionale Łódź (capitale de la voïvodie).

## Administration
De 1975 à 1998, le village était attaché administrativement à l'ancienne voïvodie de Piotrków.

Depuis 1999, il fait partie de la nouvelle voïvodie de Łódź.